# Точевики
Точевики́ — село в Україні, в Рівненському районі Рівненської області. Населення становить 403 осіб.

## Географія
Селом тече річка Безіменна.

## Історія
Імовірніше, історію села Точевики, у відомих для сучасності датах, можна розпочинати орієнтовно з початку ІІІ ст. до нашої ери, адже від того часу і до VII ст. нашої ери на території сучасного села проживало пізньотрипільське поселення.
За один кілометр на захід від села в лісі на схилі між високими пагорбами знаходиться Городище датоване Х-ХІІІ ст. Воно віднесене до переліку пам'яток археології місцевого значення у Рівненській області, щоправда пропонованих до включення в Державний реєстр нерухомих пам'яток України.
Археологи відносять Городище с. Точевики до слов'яно-руських.
Досліджували Городище в 1983 році О. А. Бондарчук та Б. А. Прищепа. Пізніше розвідкові дослідження проводилися 1993 та 2001 р.
«Укріплення має складну систему оборони (рис.1). Малий мисовий майданчик чотирикутний в плані, розмірами 40×30 м (площа 0,12 га), підвищується над заплавою струмка на 30 м. З напільного (східного) боку він захищений валом заввишки до 3 м і ровом завглибшки до 5 м. З інших сторін схили майданчика ескарповані і на рівні дна рову влаштовано терасу завширшки до 4-5 м.
У північно-східні частині майданчика є заглиблення конічної форми, діаметром 7-8 м, імовірно, на місці давнього колодязя чи цистерни для води. Другий майданчик округлий у плані, діаметром 75 м (площа 0,4 га). Він оточений валом заввишки до 4 м із напільного боку, 1-2 м з інших сторін. З напільного боку перед валом проходить рів завглибшки до 3 м. З інших сторін цей рів викопаний на схилі. З напільного боку є ще дві лінії оборони, кожна з них складається з дугоподібних у плані валу і рову перед ним. Внутрішній вал має висоту 1,5-2,0 м, його довжина 140 м. Зовнішній вал заввишки лише 0,5 м, його довжина близько 200 м. Вся площа городища становить 0,9 га.
Культурний шар на обох майданчках слабо насичений знахідками, однак, на другому майданчику та поряд з ним на південному схилі височини помітні округлі западини діаметром 2,0-3,5 м на місці давніх заглиблених будівель. Вдалося відкрити житло-напівземлянку з каркасно-стовповою конструкцією стін і піччю-кам'янкою у східному куті. Ширина котловану 4,5 м, приблизна довжина — 4,8 м, долівка знаходилась на глибині 1,5 м від рівня сучасної денної поверхні. Зібрані в котловані уламки глиняних гончарних горщиків датовані Х ст.
Поселення знаходилося на північний схід від городища, на мисі лівого берега струмка. Його обстежив С. В. Терський і на зораній поверхні поля на площі близько 1 га зібрав матеріали Х — початку ХІ ст.»
Городище неодноразово привертає увагу туристів та чорних археологів. Місцеві жителі знаходили неподалік уламки глиняного посуду та наконечники стріл.
Насправді, рукотворні насипи мають досить вражаючий вигляд, особливо малий мисовий майданчик з північної сторони ніби обривається стрімким схилом до річки між темний непрохідний ліс.
Пізніше, в воєнний час, вал другого великого майданчика слугував для місцевих жителів основною стіною землянок, або як їх донині називають старожили «балгани». Після того, як спалили сільські будинки, зимувати людям доводилося в таких тимчасових конструкціях.
Перша згадка про с.Точевики датована 8 грудня 1322 року, вона міститься в грамоті, якою князь луцький і волинський Любарт Гедеміневич дарує соборній церкві Іоанна Богослова містечка та села, серед який село "Точивско". Щоправда назва за сім століть зазнала деформації.
За поборовим реєстром 1583 року князь Василь-Костянтин Острозький платив з села Точевики від 3 дим. і 1 дорічного колеса. Пізніше село було надано луцьким і острозьким владикам. В 1561 році село згадується в скарзі владики луцького і острозького Марка Жоравинського про грабунок Дерманського монастиря. Після переходу приблизно 1579 року князя Івана Острозького в католицизм, село було подароване кармелицьким монахам з Острога.
26 квітня 1600 року, король Сигізмунд ІІІ викликає до королівського суду київського воєводу кн. Костянтина Острозького, який відібрав у Луцької і Острозької єпіскопії двір в с. Точивєки і наніс їй збитки у 4000 кіп литовських грошів.
Після ліквідації монастиря кармелітів, Точевики перейшли до «казни».
В кінці 19 століття в селі 42 двори і близько 300 жителів,  дерев’яна церква 1857 року. Орна земля була переважно на околиці, а ліси належали до „удєльного вєдомства”. Місцевість горбковата, часто виступало на поверхні вапнякове каміння,  з якого місцеві селяни випалювали вапно. 
У 1906 році село Хорівської волості Острозького повіту Волинської губернії. Відстань від повітового міста 15 верст, від волості 16. Дворів 56, мешканців 333.